# ماسایا ماتسوموتو
ماسایا ماتسوموتو (انگلیسی: Masaya Matsumoto؛ زادهٔ ۲۵ ژانویهٔ ۱۹۹۵) بازیکن فوتبال اهل ژاپن است که در تیم‌های ملی فوتبال زیر ۱۷ سال ژاپن و زیر ۲۰ سال ژاپن بازی کرده‌است.